# Explozie nucleară

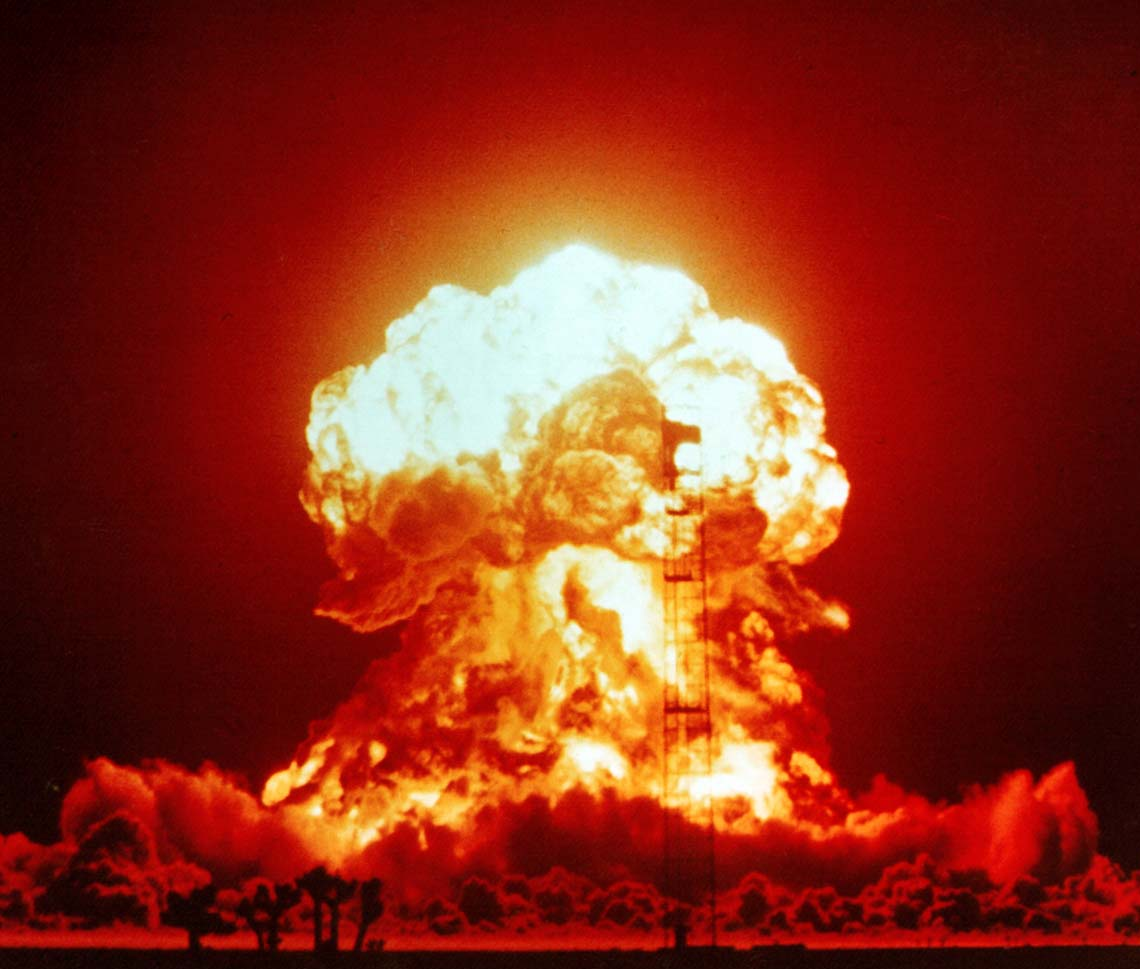
O explozie nucleară de 23 kilotone din data de 18 aprilie 1953 la Nevada Test Site

Explozia nucleară este o eliberare masivă de energie dintr-o reacție nucleară de mare viteză. Reacția poate fi fisiunea nucleară, fuziunea nucleară sau o combinație în mai multe trepte a acestora.
Exploziile nucleare în atmosferă sunt asociate cu ciuperca nucleară, deși norii în formă de ciupercă pot apărea și datorită exploziilor chimice, și este posibil ca o explozie nucleară să nu formeze acești nori. Exploziile nucleare produc mari cantități de radiație și deșeuri radioactive Webster’s on-line dictionary[nefuncțională]
.
Dacă se întâmplă o explozie nucleară se recomandă pastilele de iod. Poate slăbi imunitatea(explozia nucleară) , care poate duce la cancer

## Istoric
Circa 500 de explozii nucleare  au fost efectuate în atmosferă înainte de semnarea Tratatului de limitare a testelor nucleare din 1963 prin care statele ce aveau arme nucleare au fost de acord să se abțină de la efectuarea de explozii nucleare în atmosferă, sub apă sau în spațiu. Tratatul permitea însă exploziile subterane AIEA.
Tratatul de interzicere totală a testelor nucleare inclusiv cele subterane, deschis pentru semnare în 1996, necesita ratificarea sa de 44 de state pentru a intra în vigoare.  Din cele 44 state trei (India, Pakistanul și Coreea de nord) nu au semnat tratatul iar  șase state (China, Egipt, Indonezia, Iran, Israel si  SUA) nu l-au ratificat.

## Aplicațiile exploziilor nucleare
- Aplicații militare (arme nucleare)

- Aplicații civile

## Armele nucleare
Armele nucleare au fost utilizate în timp de război de Statele Unite. Prima a explodat în dimineața zilei de6 August 1945, când Statele Unite au lansat o bombă atomică cu uraniu poreclită "Little Boy", asupra orașului Japonez Hiroshima. A 2-a bombă, cu plutoniu, poreclită "Fat Man", a explodat 3 zile mai târziu, în orașul Nagasaki. Aceste bombardamente au avut ca rezultat moartea imediată a aproximativ 120.000 de oameni. Folosirea acestui tip de arme a fost și rămâne controversată.

## Aplicații civile
SUA și Rusia au studiat  și experimentat (150 de explozii) aplicațiile exploziilor nucleare pentru construcții civile, singurul rezultat remarcabil fiind un baraj în Kazahstan. Rusia a folosit explozii nucleare pentru stingerea incendiilor la sondele de gaze naturale.
Prin intrarea în vigoare a tratatului de interzicere totală a testelor nucleare, asemenea aplicații sunt interzise.